# Beddes
Beddes é uma comuna francesa na região administrativa do Centro, no departamento Cher. Estende-se por uma área de 12,33 km². Em 2010 a comuna tinha 99 habitantes (densidade: 8 hab./km²).